# Sekisho Challenge Open 2013
Il Sekisho Challenge Open 2013 è stato un torneo di tennis facente parte della categoria ITF Women's Circuit nell'ambito dell'ITF Women's Circuit 2013. Il torneo si è giocato a Tsukuba in Giappone dal 26 agosto al 1º settembre 2013 su campi in cemento e aveva un montepremi di $25,000.

## Vincitrici

### Singolare
Nao Hibino ha battuto in finale  Erika Sema con il punteggio di 6–4, 7–6(2).

### Doppio
Chan Chin-wei /  Hsu Wen-hsin hanno battuto in finale  Lee Ya-hsuan /  Yumi Miyazaki con il punteggio di 6–2, 6–1.